# NGC 6969
NGC 6969 (другие обозначения — PGC 65425, UGC 11633, MCG 1-53-1, ZWG 400.2, KARA 889) — спиральная галактика (Sa) в созвездии Дельфин.
Этот объект входит в число перечисленных в оригинальной редакции «Нового общего каталога».